# Oberża w Przeworsku
Oberża w Przeworsku – zabytkowy XVII-wieczny budynek znajdujący się przy ul. Krakowskiej w Przeworsku.
Obiekt wzniesiono w XVII wieku w stylu barokowym. Oberża położona jest naprzeciw pałacu Lubomirskich, w pobliżu rzeki Mleczki. Jest to obiekt murowany z cegły na kamiennej podmurówce, z dachem namiotowym pokrytym dachówką ceramiczną. Obiekt użytkowany był jako dom zajezdny, w którym podróżujący mogli zatrzymać się na nocleg. W przeworskiej oberży gościli Honoriusz Balzak i Stefan Czarniecki.
We wnętrzu znajduje się szeroka sień mieszcząca co najmniej osiem wozów parokonnych. Uwagę zwraca również ogromny komin i piec kaflowy. We wnętrzu zachowały się elementy wystroju klatki schodowej z balustradami, stolarka drzwiowa i okienna, fasety na stropach pomieszczeń.
Budynek, pierwotnie parterowy, był przebudowywany w latach 1800 (projekt Jana Griesmayera). Na przedłużeniu budynku mieszkalnego dobudowano stajnię i wozownię. Kolejna przebudowa miała miejsce w latach 1850–1869 (z inicjatywy księcia Jerzego Henryka Lubomirskiego). Po zlikwidowaniu części zajezdnej wzniesiono segment wschodni nadając jego elewacji klasycystyczny wygląd. W 1899 obiekt zaadaptowany na potrzeby Starostwa Powiatowego, które zajmowało budynek do 1939. 
Obecnie oberża stoi tyłem do ulicy, ponieważ dawniej droga biegła z drugiej strony budynku. Świadczy o tym taras oberży i widoczne, nieckowate wgłębienie terenu.
Po II wojnie światowej obiekt zaadaptowany został na bursę dla młodzieży licealnej. Budynek remontowany był w 1991 i 2005. Obecnie obiekt stanowi wielorodzinny budynek mieszkalny.